# Asteroschema nuttingii
Asteroschema nuttingii är en ormstjärneart som beskrevs av Addison Emery Verrill 1899. Asteroschema nuttingii ingår i släktet Asteroschema och familjen Asteroschematidae. Inga underarter finns listade i Catalogue of Life.